# Hannelore Schroth
Hannelore Emilie Käte Grete Schroth, född 10 januari 1922 i Berlin-Charlottenburg, död 7 juli 1987 i München, var en tysk skådespelerska. Hon var dotter till skådespelarna Heinrich Schroth och Käthe Haack. 
Hannelore Schroth började filma på 1930-talet och medverkade i tyska filmer och TV-produktioner resten av sitt liv. Hon har i Sverige blivit känd för rollen som fru Petrell i filmerna om Emil i Lönneberga. År 1980 tilldelades hon filmpriset Filmband in Gold för sin samlade karriär.

## Filmografi i urval
- 1939 – Första försöket
- 1940 – Det fattas en karl
- 1941 – Storstädning i familjen
- 1944 – Under broarna
- 1950 – Taxi-Kitty
- 1956 – Kuppen i Köpenick
- 1958 – Han kunde inte säja nej
- 1964 – Natt i Reeperbahn
- 1971 – Emil i Lönneberga
- 1972 – Nya hyss av Emil i Lönneberga
- 1973 – Emil och griseknoen